# 克里斯多福·鄧漢
克里斯多福·鄧漢（Christopher Denham，1980年—）是一位美国演员、编剧和导演。他曾在電影《隔離島》、《逃离德黑兰》、《里卡多一家》中擔任配角，克里斯多福·鄧漢其他參演過的電影有《我的聲音之聲》。電視劇方面，他曾參演《億萬風雲》、《發光的女孩》以及《烏托邦》。

## 早年生活
克里斯多福·鄧漢在芝加哥南区长大。他就读于伊利诺伊大学厄巴纳-香槟分校，主修表演和創意寫作。